# Ospitale di Cadore
Ospitale di Cadore é uma comuna italiana da região do Vêneto, província de Belluno, com cerca de 365 habitantes. Estende-se por uma área de 40 km², tendo uma densidade populacional de 9 hab/km². Faz fronteira com Castellavazzo, Cibiana di Cadore, Erto e Casso (PN), Forno di Zoldo, Perarolo di Cadore, Valle di Cadore.

## Demografia
| Variação demográfica do município entre 1861 e 2011                               |
|                                                                                   |
| Fonte: Istituto Nazionale di Statistica (ISTAT) - Elaboração gráfica da Wikipedia |